# Biblioteca Umberto Balestrazzi
La Biblioteca Balestrazzi è una biblioteca pubblica della città di Parma.

## Storia
Nacque nella seconda metà degli anni settanta, prima come biblioteca del PCI, poi dell'Istituto Gramsci. A crearla è Dante Salsi che la intitola a Umberto Balestrazzi, sindacalista e studioso della storia del movimento operaio. Nel 1995 passò alla gestione del Comune di Parma che ne arricchisce il patrimonio e la rende totalmente fruibile.
La biblioteca, specializzata in scienze sociali e politiche, mira a fornire un'informazione efficace sulla storia contemporanea attraverso una pluralità di materiale, che la rende utile a quanti si interessano a tematiche di attualità socio-politica, con taglio storico e a studiosi di problematiche storiche.

## Servizi
Propone agli utenti un servizio informativo personalizzato di consulenza bibliografica e agli insegnanti percorsi didattici mirati alla programmazione scolastica, oltre a fornire:
- prestito a domicilio di libri, periodici di carattere storico-politico, e materiali multimediali;
- prestito interbibliotecario e fornitura di document delivery;
- postazioni consultazioni OPAC e navigazione internet in comune con i servizi offerti dalla Biblioteca Civica di Parma, con cui condivide spazi e attrezzatura;
- progetti e iniziative di studio e valorizzazione del patrimonio documentario.

## Patrimonio
Il patrimonio, circa 30.000 documenti in continuo aggiornamento, è composto da diversi fondi bibliografici ed archivistici, nonché da testate di periodici cessati e correnti, a cui si aggiunge una sezione audiovisivi con documentari di carattere storico e film.

## Archivi
Si tratta generalmente di archivi personali del Novecento, pervenuti alla biblioteca in dono e testimonianti l'attività di personaggi rilevanti per la storia della città di Parma. Gli archivi personali sono accompagnati da libri e periodici, che vanno a formare i diversi fondi documentari di cui citiamo i principali.
- Archivio Antonio Pesenti. L'archivio è costituito da: 70 buste e raccoglie, oltre al materiale che permette di ricostruire le vicende familiari e personali dell'uomo politico e dello studioso (bb.1-7), documenti sul Partito Comunista Italiano (bb. 8-14), sugli incarichi di governo e l'Istituto per la ricostruzione industriale (bb.15-19), sull'indagine straordinaria sulle società per azioni svolta nel 1946 (bb. 20-26), sul Centro economico per la ricostruzione (bb. 27-33), sull'attività svolta da Pesenti come parlamentare e studioso (bb. 34-62). Le buste 64-70 sono costituite da una parte dell'archivio di Guido Jung, che fu ministro delle finanze durante il regime fascista e che contiene documentazione sul periodo 1929-1943. Dell'archivio è stato redatto un inventario a stampa curato da Marzio Dall'Acqua con un saggio di Riccardo Faucci, edito dalla Biblioteca Balestrazzi nel 1984. Altro materiale documentario (opuscoli, libri e periodici), donato alla biblioteca dagli eredi di Antonio Pesenti è rintracciabile nel Catalogo del Sistema Bibliotecario Parmense. [1]

- Archivio Widar Cesarini Sforza, (Forlì 1886 - Roma 1965). Giornalista e filosofo del diritto. L'Archivio, donato dalla vedova dello studioso, contessa Luisa e dalle figlie Daniela e Renata, è stato ordinato ed il suo inventario, curato da Marzio Dall'Acqua, è stato pubblicato in due stesure da Edizioni Analisi nel 1987. Il fondo documentario è suddiviso in 84 buste ed illustra gli studi, spesso originali ed in sintonia con il mutare dei tempi, (si pensi alla legislazione sportiva, a quella sulla sicurezza sociale e a quella corporativa e del lavoro), più le molteplici curiosità di Wider Cesarini Sforza, che fu anche un compositore di musica. L'archivio risulta così diviso: Corrispondenza (bb. 1-14); Attività universitaria (bb. 15-25); Attività giornalistica (bb. 26-38), Materiali per studi e ricerche (bb. 39-43); Scritti (bb. 44-83); Componimenti musicali (b. 84), che integra la biblioteca musicale (bb.85-90). Altro materiale documentario (opuscoli, libri e periodici), è rintracciabile nell'Opac del Sistema Bibliotecario Parmense. [1]

- Archivio '68, composto da materiale di natura diversa: (dattiloscritti, numeri unici, volantini e manifesti). Testimonia essenzialmente la vita sociale e politica della città nel periodo 1960-1970 circa, ed è pervenuto alla biblioteca attraverso vari donatori.

- Archivio Biblioteca delle donne “Mauretta Pelagatti”, che insieme a libri e a riviste documenta la vita del Movimento delle donne della città. Un movimento che si basa sulla differenza di genere e che ha donato a Parma una ricca biblioteca, tutta al femminile.

- Renato Grilli, (Borgo Val di Taro 1945 – Parma 2003). Politico. La documentazione copre il periodo dal 1968 al 2002 e presenta la sua attività politica ed amministrativa raccolta in 390 fascicoli condizionati in buste.

## Attività editoriale
- F. Sicuri, La prima conferenza provinciale d'organizzazione della Federazione comunista di Parma: 2-3 novembre 1946. Parma, 1979
- F. Sicuri,  Materiali per una storia della Federazione Comunista di Parma nella guerra di liberazione nazionale: rapporti degli ispettori e degli istruttori, relazioni della Federazione, verbali del Comitato Federale, Parma, 1979
- A. Bosi, I nuovi mida, Parma, 1979
- E. Baldassi, Gli intellettuali comunisti di Parma e il 20. Congresso del P.C.U.S., Parma, 1979
- L. Marchini, I comunisti di Parma nel gennaio 1945 : una esperienza reale di lotta e di vita, Parma, 1979
- A. Zerbini, a cura di M. Dall'Acqua, Cant dal me ideäl, Parma, 1979
- G. Bottioni, La nascita del PCI a Parma, 1921-1926, Parma, 1981
- A cura di Marzio Dall'Acqua, Inventario dell'Archivio Antonio M. Pesenti della Biblioteca Umberto Balestrazzi di Parma, Parma, 1984
- A cura di F. Sicuri, Comunisti a Parma: atti del Convegno tenutosi a Parma il 7 novembre 1981, Parma, Grafiche Step, 1986
- Marzio Dall'Acqua, Il fondo Widar Cesarini Sforza: inventario dell'Archivio, Bologna, Analisi, 1987
- A cura di M. Dall'Acqua, Il fondo Widar Cesarini Sforza : inventario dell'archivio, con scritti di Nicola Occhiocupo, Bologna, Analisi, 1989
- A. De Ambris a cura di V. Cervetti e U. Sereni, Lettere dall'esilio, Parma, Grafiche Step, 1989
- G. Mezzadri, a cura di Marzio dell'Acqua, Odor di tempesta: autobiografia di un sopravvissuto all'emigrazione, alla legione straniera, alla guerra e al dopoguerra, Parma, Graphital, 1991